# Dallas Cowboys 1998
La stagione 1998 dei Dallas Cowboys è stata la 39ª della franchigia nella National Football League. Chan Gailey assunto da Jerry Jones come quarto allenatore della storia della squadra.

## Calendario

### Stagione regolare
| Turno | Data               | TV Ora                 | Avversario         | Risultato          | Pubblico           |
| ----- | ------------------ | ---------------------- | ------------------ | ------------------ | ------------------ |
| 1     | 6/9/1998           | Arizona Cardinals      | V 38–10            | FOX 4:15pm         | 63,602             |
| 2     | 13/9/1998          | at Denver Broncos      | S 42–23            | FOX 4:15pm         | 75,013             |
| 3     | 21/9/1998          | at New York Giants     | V 31–7             | ABC 9:00pm         | 78,039             |
| 4     | 27/9/1998          | Oakland Raiders        | S 13–12            | CBS 4:15pm         | 63,544             |
| 5     | 4/10/1998          | at Washington Redskins | V 31–10            | FOX 1:00pm         | 72,284             |
| 6     | 11/10/1998         | Carolina Panthers      | V 27–20            | FOX 1:00pm         | 64,181             |
| 7     | 18/10/1998         | at Chicago Bears       | S 13–12            | FOX 4:15pm         | 59,201             |
| 8     | Settimana di pausa | Settimana di pausa     | Settimana di pausa | Settimana di pausa | Settimana di pausa |
| 9     | 2/11/1998          | at Philadelphia Eagles | V 34–0             | ABC 9:00pm         | 67,002             |
| 10    | 8/11/1998          | New York Giants        | V 16–6             | FOX 1:00pm         | 64,316             |
| 11    | 15/11/1998         | at Arizona Cardinals   | V 35–28            | FOX 4:15pm         | 71,670             |
| 12    | 22/11/1998         | Seattle Seahawks       | V 30–22            | CBS 1:00pm         | 64,142             |
| 13    | 26/11/1998         | Minnesota Vikings      | S 46–36            | FOX 4:00pm         | 64,366             |
| 14    | 6/12/1998          | at New Orleans Saints  | S 22–3             | FOX 1:00pm         | 65,065             |
| 15    | 13/12/1998         | at Kansas City Chiefs  | S 20–17            | FOX 4:15pm         | 77,697             |
| 16    | 20/12/1998         | Philadelphia Eagles    | V 13–9             | FOX 4:15pm         | 62,722             |
| 17    | 27/12/1998         | Washington Redskins    | V 23–7             | ESPN 8:15pm        | 63,565             |